# Паула Ормаечеа
Паула Ормаечеа (на испански: Paula Ormaechea) е професионална тенисистка от Аржентина, родена на 28 септември 1992 г. в Sunchales, Аржентина. Най-високото ѝ класиране в ранглистата за жени на WTA e 59-о място, постигнато на 21 октомври 2013 г.

## Биография
Паула започва да играе тенис на 3-годишна възраст. Дъщеря е на Мирна и Марсело Ормаечеа. Има две сестри – Валентина и София. Любимият и удар е форхенд, а любима настилка – твърда и клей. Владее испански и английски. Тенис идоли – сестрите Уилямс и Роджър Федерер.

## WTA финали

### Сингъл: 1 (0–1)
| Легенда                            |
| ---------------------------------- |
| Турнири от Големия шлем (0–0)      |
| Шампионат на WTA Тур (0–0)         |
| Задължителни Висши & Висши 5 (0–0) |
| Висши (0–0)                        |
| Международни (0–1)                 |

| Изход      | No. | Дата             | Турнир                            | Настилка | Опонент        | Резултат |
| ---------- | --- | ---------------- | --------------------------------- | -------- | -------------- | -------- |
| Финалистка | 1.  | 24 февруари 2013 | Копа Колсанитас, Богота, Колумбия | Клей     | Йелена Янкович | 1–6, 2–6 |